# Bacino di Muglad

I bacini di rift del Mesozoico, incluso il bacino di Muglad, si sviluppano obliquamente rispetto al rift dell'Africa orientale.

Il bacino di Muglad è una bacino di rift situato entro la parte meridionale del Sudan e il Sudan del Sud, nel Nordafrica.

## Caratteristiche
Il bacino di Muglad si estende su un'area di circa 120.000 km2 attraverso gli stati del Sudan e del Sudan del Sud.
Nel bacino ci sono grandi accumuli di idrocarburi di varie dimensioni, i più grandi dei quali sono il campo petrolifero di Heglig e di Unity. Nel corso degli anni 1960 e 1970 la Chevron fece le prime scoperte di petrolio nel bacino nei pressi delle città di Bentiu, Malakal e Muglad. Ulteriori esplorazioni petrolifere nell'area furono condotte a partire dal febbraio 2008.
Nei due bacini di Muglad e Melut considerati assieme, si trova la maggior parte delle riserve petrolifere sudanesi.
I campi petroliferi del bacino di Muglad sono collegati a Porto Sudan sul Mar Rosso attraverso il Grande Oleodotto del Nilo che parte dal campo petrolifero di Unity.
Il greggio del bacino di Muglad viene chiamato "Nile Blend" e viene raffinato a Khartum sia per l'uso domestico che per l'esportazione.